# Sōbi Yamamoto
Sōbi Yamamoto (japanisch 山本 蒼美 Yamamoto Sōbi; * 1990) ist eine japanische Animatorin, Regisseurin und Drehbuchautorin. Ihr Debüt als Regisseurin war 2011 der Kurzfilm Kono Danshi, Uchū-jin to Tatakaemasu., der als Original Video Animation veröffentlicht wurde. Die Geschichte über ein Liebesdreieck zwischen drei Männern, die gegen Außerirdische kämpfen, war der Start einer Reihe von Animes im Genre Boys Love. 2013 führte sie für diese Reihe auch Regie bei einem Hörspiel. Neben dieser Serie waren ihre umfangreichsten Mitwirkungen die Regie bei der Fernsehserie Meganebu! 2013 und bei der Netflix-Produktion Onmyōji 2023.

## Filmografie
- 2011: Kono Danshi, Uchū-jin to Tatakaemasu. – Regie, Drehbuch
- 2012: Kono Danshi, Ningyo Hiroimashita. – Regie, Drehbuch
- 2013: Meganebu! – Regie
- 2014: Kono Danshi, Sekika ni Nayandemasu – Regie, Drehbuch
- 2016: This Boy is a Professional Wizard – Regie, Drehbuch
- 2023: Onmyōji – Regie